# Nappeun yeonghwa
Nappeun yeonghwa (나쁜 영화?), noto anche con i titoli internazionali Bad Movie e Timeless, Bottomless Bad Movie, è un film del 1997 scritto e  diretto da Jang Sun-woo.

## Trama
Numerosi adolescenti vivono a Seul commettendo atti spesso al limite della legalità.